# Anisopodus sparsus
Anisopodus sparsus es una especie de escarabajo longicornio del género Anisopodus, tribu Acanthocinini, subfamilia Lamiinae. Fue descrita científicamente por Bates en 1863.

## Descripción
Mide 9,54-11,66 milímetros de longitud.

## Distribución
Se distribuye por Brasil, Ecuador y Guayana Francesa.